# Swimming with the Kids
Swimming with the Kids – drugi singel, z trzeciego albumu fińskiego zespołu The Rasmus – Hell of a Tester.

## Lista utworów singla
1. „Swimming with the Kids” – 3:55
2. „Tempo” (Remix by DJ Midas)
3. „Life 705” (Version '99)